# Marianna Moszyńska
Marianna Moszyńska (ur. 1710 zm.?) – skryptorka antyfonarzy epoki baroku, benedyktynka klasztoru w Sandomierzu.
Marianna Moszyńska była córką cześnika urzędowskiego Stanisława. Marianna i jej młodsza siostra Scholastyka (ur. 1729) były uzdolnione muzycznie. Wraz z najstarszą siostrą Heleną (ur. ok. 1712) wszystkie trzy siostry wstąpiły do
klasztoru w Sandomierzu. Młodsza siostra przepisała w darze dla Marianny antyfonarz chorałowy, mogący świadczyć o przygotowywaniu się Marianny do zostania kantorką.
O znaczącej roli Marianny Moszyńskiej w działalności muzycznej klasztoru może też świadczyć również zadedykowany jej przez kompozytora Christiana Josepha Rutha Motet ku czci św. Gertrudy w obsadzie którego prócz głosów wokalnych i smyczkowych była tuba marina, na której prawdopodobnie grała Moszyńska.
Marianna Moszyńska przepisała dla potrzeb klasztornych kilkanaście manuskryptów głównie z kręgu kompozytorów współpracujących z klasztorem.